# Textricella antipoda
Textricella antipoda är en spindelart som beskrevs av Forster 1959. Textricella antipoda ingår i släktet Textricella och familjen Micropholcommatidae. Inga underarter finns listade i Catalogue of Life.